# Куценхаузен
Куценхаузен (њем. Kutzenhausen) општина је у њемачкој савезној држави Баварска. Једно је од 46 општинских средишта округа Аугсбург. Према процјени из 2010. у општини је живјело 2.481 становника. Посједује регионалну шифру (AGS) 9772167.

## Географски и демографски подаци
Куценхаузен се налази у савезној држави Баварска у округу Аугсбург. Општина се налази на надморској висини од 478 метара. Површина општине износи 27,9 km². У самом мјесту је, према процјени из 2010. године, живјело 2.481 становника. Просјечна густина становништва износи 89 становника/km².

## Међународна сарадња
| Мјесто       | Држава    | Врста сарадње | Од    |
| ------------ | --------- | ------------- | ----- |
| Кутценхаузен | Француска | партнерство   | 1987. |
| Извор        |           |               |       |